# 葛飾区立図書館
葛飾区立図書館（かつしかくりつとしょかん）は、東京都葛飾区が設立・運営する公共図書館。
2021年11月現在、15の図書施設がある。葛飾区民、葛飾区在勤・在学者、隣接市区民が利用出来る。

## 葛飾区立図書館の一覧

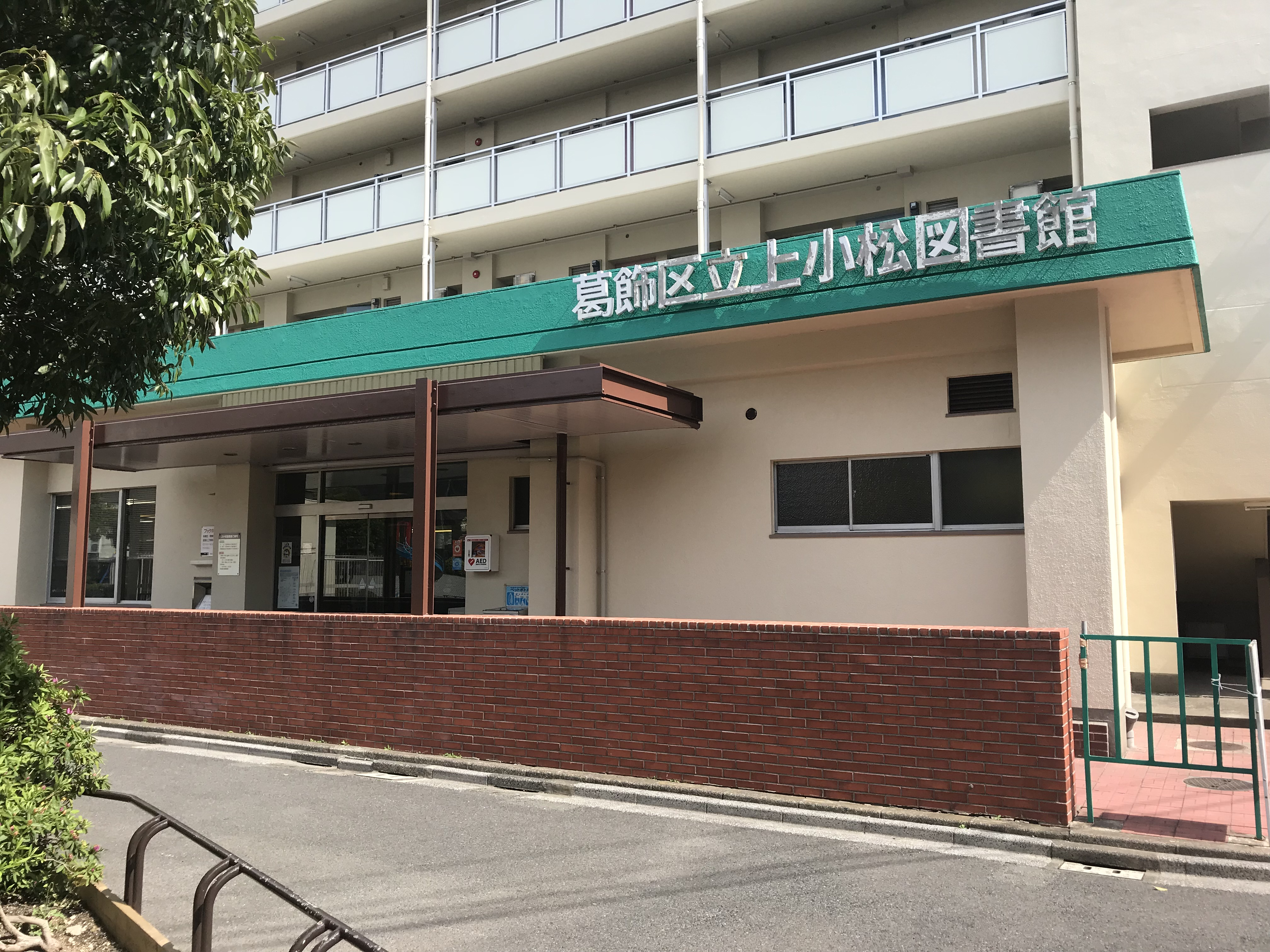
葛飾区立上小松図書館

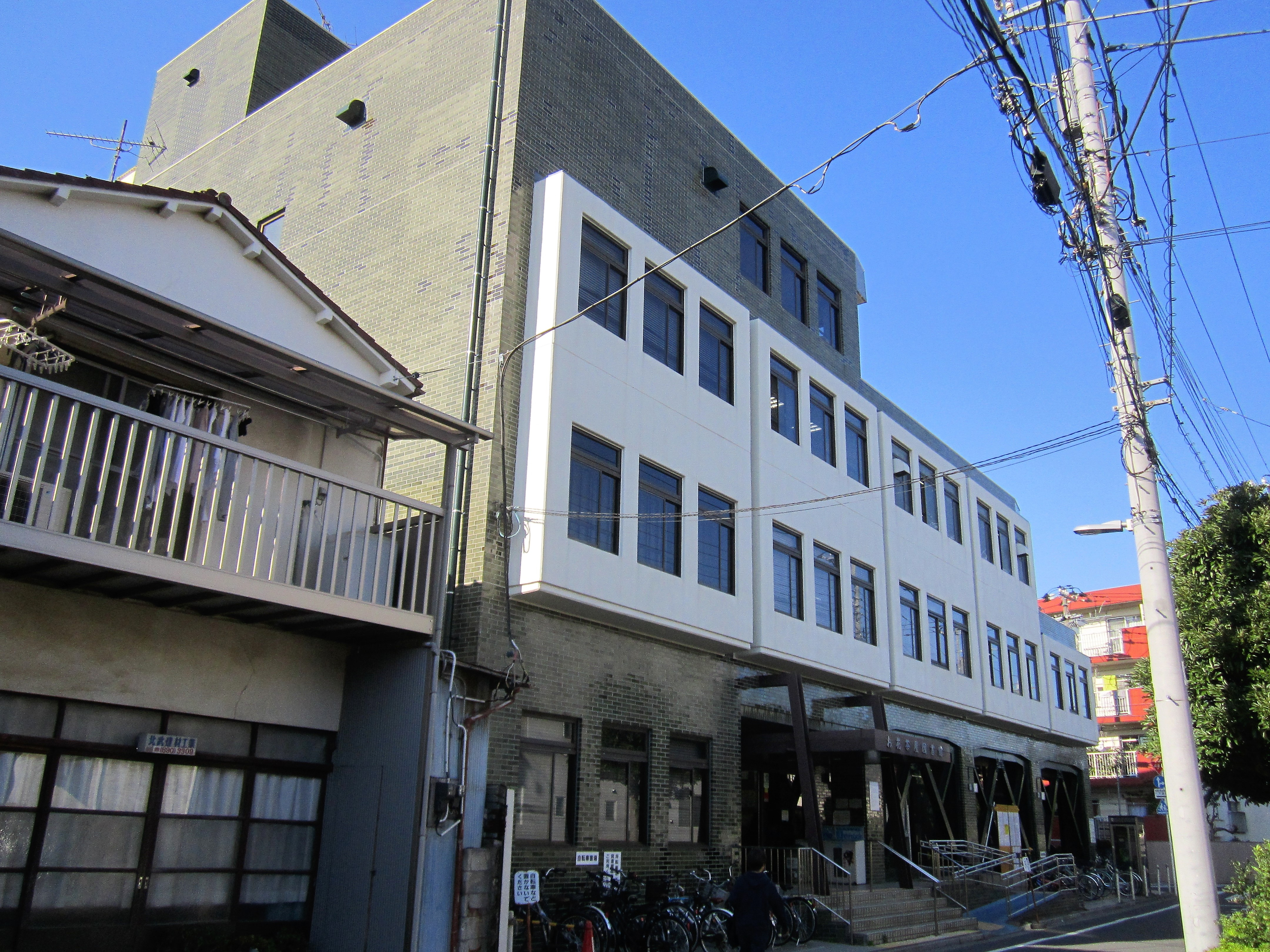
葛飾区立お花茶屋図書館

| 区分   | 図書館名                                     | 郵便番号 | 住所                                                         |
| ------ | -------------------------------------------- | -------- | ------------------------------------------------------------ |
| 中央館 | 中央図書館                                   | 125-0042 | 葛飾区金町六丁目2-1 ヴィナシス金町ブライトコート3階          |
| 地域館 | 立石図書館                                   | 124-0012 | 葛飾区立石一丁目9-1                                          |
| 地域館 | お花茶屋図書館                               | 124-0003 | 葛飾区お花茶屋二丁目1-15                                     |
| 地域館 | 上小松図書館                                 | 124-0023 | 葛飾区東新小岩三丁目12-1 都営東新小岩三丁目アパート一号棟1階 |
| 地域館 | 亀有図書館                                   | 125-0061 | 葛飾区亀有一丁目17-5 都営亀有一丁目アパート五号棟1階         |
| 地域館 | 水元図書館                                   | 125-0033 | 葛飾区東水元一丁目7-3                                        |
| 地域館 | 鎌倉図書館                                   | 125-0053 | 葛飾区鎌倉二丁目4-5                                          |
| 地区館 | 四つ木地区図書館                             | 124-0011 | 葛飾区四つ木四丁目8-1 よつぎ小学校内                         |
| 地区館 | 西水元地区図書館                             | 125-0031 | 葛飾区西水元二丁目2-8 特別養護老人ホームあやめ園1階          |
| 地区館 | 青戸地区図書館                               | 125-0062 | 葛飾区青戸五丁目20-6 青戸地区センター2階                     |
| 地区館 | 奥戸地区図書館                               | 125-0022 | 葛飾区奥戸三丁目5-1 南奥戸小学校内                           |
| 地区館 | こすげ地区図書館                             | 124-0001 | 葛飾区小菅三丁目8-22                                         |
| 地区館 | にいじゅく地区図書館（旧・新宿図書センター） | 125-0051 | 葛飾区新宿三丁目7-1 東京かつしか赤十字母子医療センター1階    |
| —      | 男女平等推進センター図書資料室               | 124-0012 | 葛飾区立石五丁目27-1 ウィメンズパル内                        |
| —      | リリオ亀有図書サービスカウンター             | 124-0012 | 葛飾区亀有三丁目5-26-1 リリオ亀有7階                         |

## 沿革
（出典）
- 1949年1月 - 葛飾区本田町17番地に葛飾図書館（現・葛飾区立立石図書館）が開館。
- 1950年4月 - 大人2円、子ども1円だった閲覧料を廃止。
- 1955年7月 - 葛飾図書館を隣接する旧本田職業安定所の建物を改築して移転。
（現在の立石図書館の位置。本田町役場跡地。葛飾区本田町1番地）
- 1967年4月 - 葛飾区役所新宿支所跡地に葛飾区立葛飾図書館（のちの新宿図書センター）開館。葛飾図書館が葛飾区立立石図書館に改称。
- 1971年11月 - 葛飾区立立石図書館改築のため休館。
- 1973年5月 - 葛飾区立立石図書館改築、再開。
- 1977年6月 - 葛飾区立お花茶屋図書館開館。
- 1977年10月 - 葛飾区立上小松図書館開館。
- 1981年10月 - 葛飾区立亀有図書館開館。
- 1982年6月 - 葛飾区立水元図書館開館。
- 1985年11月 - 葛飾図書館開館改修。実質の中央図書館として始動開始。
- 1987年6月 - 葛飾区立鎌倉図書館開館。葛飾、立石、鎌倉3館によるオンラインサービス開始。
（翌年6月、全館オンライン化）
- 1996年12月 - 葛飾区立四つ木地区図書館開館。
- 1999年6月 - 葛飾区立西水元地区図書館開館。
- 2004年5月 - 葛飾区立青戸地区図書館開館。
- 2004年12月 - 千葉商科大学との連携事業開始。
- 2009年3月 - 葛飾区立立石図書館建替え工事のため休館。立石サービスコーナー開設。
- 2009年10月 - 葛飾区立中央図書館開館。葛飾図書館が新宿（にいじゅく）図書センターになる。
- 2011年4月 - 葛飾区立奥戸地区図書館開館。
- 2013年4月 - かつしかデジタルライブラリーの公開を開始。
- 2013年5月 - 東京理科大学葛飾図書館との連携事業開始。
- 2016年3月 - 葛飾区立こすげ地区図書館開館。
- 2017年10月 - 葛飾区立新宿図書センター休館。新宿図書サービスコーナー開設。
- 2021年4月30日 - 新宿図書サービスコーナー閉館[1]。
- 2021年6月1日 - 葛飾区立にいじゅく地区図書館開館[9]。
- 2021年9月1日 - 電子書籍サービスを開始[10]。

## 地域色のある特別コーナー
- 中央図書館 - 「かつしかコーナー」男はつらいよ、他
- 立石図書館 - 地域資料コーナー「立石、東立石にゆかりの人びと」豊田正子、他[11]
- お花茶屋図書館 - 郷土資料室「平櫛田中とかつしか」